# Kevin Martin
Kevin Martin (n. 31 iulie 1966, Killam⁠(d), Alberta, Canada) este un jucător de curl ce a reprezentat Canada, medaliat olimpic. A participat la 3 ediții ale Jocurilor Olimpice (1992, 2002, 2010) în care a câștigat o medalie de aur și o medalie de argint.